# 白日別
白日別（シラヒワケ）は、日本神話において伊耶那美命（イザナミ）が生んだ大八島の一つ、筑紫嶋（九州）を構成する四つの面のうち、筑紫国（北部九州・福岡）を指す神名である。 

## 概説
『古事記』上巻に記される国生み神話において、白日別は伊耶那岐神（イザナギ）と伊耶那美神（イザナミ）の二神によって四番目に生み出された四つの面を持って生まれた島である、筑紫嶋の面の一つである。
筑紫嶋の四つの面にはそれぞれに以下のような神名が与えられている。 
筑紫国（現福岡県など）を「白日別（シラヒワケ）」
豊国（現大分県・豊前の一部）を「豊日別（トヨヒワケ）」
肥国（現・熊本県など）を「建日向日豊久士比泥別（タケヒムカヒトヨクジヒネワケ）」
熊曾国（現・鹿児島県など）を「建日別（たけひわけ）」
なお、白日別の名は、近現代において福岡の雅称として用いられる例も見られる。 

## 名称と語義に関する考察
「白日（しらひ）」という語は、「明るい太陽」を意味するとする説がある。筑紫嶋に割り振られた四つの神名にはすべて「日」の字が含まれている。また、『万葉集』第五巻（巻五・794）には「しらぬひ 筑紫の国に」という表現が見られ、「白縫（しらぬひ）」という枕詞と「筑紫」の結びつきが指摘されることがあるが、その語義や関係性については定説を見ていない。
「別（わけ）」という称号は、古代日本における人名・尊称にしばしば見られ、特にワケ・ヒコ・ヒメといった語が神名・人名に付されることは、国や島を擬人化する命名方法とされている。
『古事記』に見られるこのような命名は、天武天皇以後の編集理念に基づく新しい形式であるとの見方があり、特に「別」という称号の成立については、古代日本の皇子分封思想との関連が論じられている。
これは、大化改新前後において、天皇が諸皇子に国や郡を分封した事例に対応する象徴的表現であり、「別」という語が天皇や皇子の統治権を象徴する称号として用いられたとされる。 一方で、「別」は大化以前から存在した実在の姓や尊称であった可能性を否定し、「ワク（分く）」という動詞に由来する造語であるとする説もある。
この見方では、「別」は天皇統治の発展段階にふさわしい概念として意図的に創出されたものであり、『古事記』における神名・人名体系の一環として構成された称号であると解釈されている。